# (3187) Dalian
(3187) Dalian ist ein Asteroid des Hauptgürtels, der am 10. Oktober 1977 am Purple-Mountain-Observatorium in Nanjing entdeckt wurde. 
Der Asteroid ist nach der Stadt Dalian in der chinesischen Provinz Liaoning benannt.